# Nello Celio
Nello Celio (12 de Fevereiro de 1914 ㅡ 29 de dezembro de 1995) foi um político da Suíça.
Ele foi eleito para o Conselho Federal suíço em 15 de Dezembro de 1966 e terminou o mandato a 31 de Dezembro de 1973.
Nello Celio foi Presidente da Confederação suíça em 1972.